# Laura Pausini
  Grammy Award al miglior album pop latino 2006

Laura Pausini (Faenza, 16 maggio 1974) è una cantautrice e personaggio televisivo italiana.

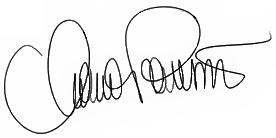
Firma di Laura Pausini

Ha iniziato la sua carriera nel 1993, vincendo il Festival di Sanremo nella sezione Nuove Proposte col brano La solitudine e confermando il successo l'anno seguente classificandosi al terzo posto col brano Strani amori e risultando la cantante con le maggiori vendite del Festival del 1994. Raggiunge il mercato discografico internazionale, in numerosi paesi dell'Europa, dell'America del Nord e dell'America Latina, diventando la cantante italiana più nota dagli anni novanta in poi, incidendo brani in spagnolo, portoghese, inglese, francese, catalano e collaborando con Phil Collins, Charles Aznavour, Gilberto Gil, Kylie Minogue, Miguel Bosé, Ivete Sangalo, Gloria Estefan, Alejandro Sanz, Michael Bublé, Josh Groban, Ray Charles, Juan Gabriel, James Blunt, Carlos Rivera, Álex Ubago, Tiago Iorc, Marc Anthony, Gente de Zona, Luis Fonsi, Lara Fabian, Juanes, Johnny Hallyday, Rauw Alejandro, Robbie Williams.
Nella prima parte della sua carriera ha cantato principalmente di problemi e storie d'amore adolescenziali mentre dal 1998, con l'album La mia risposta, ha iniziato ad affermarsi come una cantante più matura, con la critica che ha lodato la sua semplicità e la sua voce potente e caratteristica.
Il suo repertorio è basato sulla melodia italiana, evolvendo nello stile musicale nel corso della carriera attraverso influenze di musica latina, pop rock, swing e dance pop.
Le stime di vendita della FIMI e della Rai affermano che la cantante abbia venduto 70 milioni di dischi aggiudicandosi 226 dischi di platino.
Ha ricevuto numerosi premi e riconoscimenti tra i più importanti a livello internazionale: un Grammy Award (2006), cinque Latin Grammy Awards (2005, 2007, 2009, 2018 e nel 2023 come Persona dell'Anno). Nel 2021, per il brano Io sì (Seen), colonna sonora del film La vita davanti a sé, ha vinto un Satellite Award, un Golden Globe e un Nastro d'argento, oltre ad essere stata candidata al Premio Oscar, ai Critics' Choice Awards e ai David di Donatello nella sezione Miglior canzone originale.

## Biografia
Nasce il 16 maggio 1974 a Faenza, in provincia di Ravenna, e cresce a Solarolo. È la primogenita del cantante di pianobar Fabrizio Pausini (insieme a Renzo Casadio nel duo chiamato Les Copains Music Show) e della maestra d'asilo Gianna Ballardini, e ha una sorella minore di nome Silvia (nata il 25 gennaio 1977). Da ragazzina, inizia ad affiancare il padre nelle serate di pianobar lungo la riviera romagnola e con lui registra tra il 1987 e il 1992 tre demo: I sogni di Laura, Laura  e L'immenso. Nel 1991, al Festival di Castrocaro, supera le selezioni con il brano New York, New York ma non accede alla finale mentre l'anno dopo vince il concorso televisivo Sanremo famosi con il brano Si sta così aggiudicandosi la possibilità di partecipare al Festival di Sanremo 1992, al quale però non verrà chiamata. Tuttavia, grazie ai suoi primi produttori (Marco Marati e Angelo Valsiglio), la Warner Music Italy diretta da Fabrizio Giannini le offre un contratto e la possibilità di lavorare a un progetto discografico, sotto il marchio CGD.

### La vittoria al Festival di Sanremo

Sul palco del Festival di Sanremo 1993, edizione chiusa con la vittoria nella sezione Novità grazie al brano La solitudine, tra i conduttori Lorella Cuccarini e Pippo Baudo.

Il successo arriva nel 1993, grazie alla vincente partecipazione al Festival di Sanremo nella sezione Novità con il brano La solitudine la quale ottiene consensi sia durante la manifestazione che da parte del pubblico vincendo con 7464 voti contro i 7209 di Gerardina Trovato. Il 18 maggio 1993 pubblica il suo primo album, intitolato Laura Pausini e contenente i singoli La solitudine, Non c'è, Perché non torna più e Mi rubi l'anima, quest'ultimo in duetto con Raf ed estratto solo in Francia. Il disco, registrato in poco tempo e principalmente di notte per consentire alla cantante di frequentare la scuola e poter conseguire la maturità, vende solo in Italia circa 400 000 copie. Nell'estate del 1993 si esibisce nella tournée La solitudine Tour 1993 in 28 piazze italiane.
Nel 1994 torna al Festival di Sanremo nella sezione Campioni con Strani amori. Data per favorita alla vigilia, si aggiudica il terzo posto finale e il 26 febbraio, pubblica il suo secondo album, Laura, contenente il brano sanremese e i successivi singoli Gente, Lui non sta con te e Lettera. Il brano e l'album confermano il successo ottenuto l'anno precedente, spingendo la cantante ad allontanarsi dall'Italia per circa due anni esordendo nel mercato discografico estero. In estate partecipa al Festivalbar con il brano Gente ricevendo il Premio Europa come Artista italiana che ha venduto più nel mondo e si esibisce nella tournée European Tour 1994. Il 22 novembre 1994 pubblica Laura Pausini, il suo primo disco in lingua spagnola, un'antologia dei primi due dischi pubblicati in italiano.
Nel 1995 fa il suo esordio anche nel mercato inglese, pubblicando l'11 maggio la raccolta Laura Pausini che le consente nel 1995 di raggiungere il successo anche in America Latina e in Spagna. Contiene alcuni dei brani racchiusi nei primi due dischi della cantante, con l'aggiunta di La solitudine (Loneliness), versione in lingua inglese del brano vincitore tra i giovani del Festival di Sanremo, appositamente riadattato da Tim Rice.
Il terzo disco si intitola Le cose che vivi (Las cosas que vives in spagnolo) e viene pubblicato il 12 settembre 1996. Nell'album la cantante è presente per la prima volta anche in veste di autrice dei testi, spesso accompagnata da Cheope, estraendo come primo singolo, Incancellabile accompagnato da un videoclip girato in Islanda. Nel disco è presente anche il brano Il mondo che vorrei, scritto interamente da Laura per l'Unicef. Del disco viene pubblicata anche un'edizione brasiliana, contenente i brani in lingua italiana con l'aggiunta di tre Bonus track in lingua portoghese: Tudo o que eu vivo, Inesquecível e Apaixonados como nós.  A luglio i primi due album della cantante, Laura Pausini e Laura, vengono premiati con un I.F.P.I. Platinum Europe Award a Bruxelles, per aver venduto oltre 1 milione di copie ciascuno. A dicembre si esibisce davanti a Papa Giovanni Paolo II nel Concerto di Natale in Vaticano, cantando Happy Xmas (War Is Over) e Love. Il 22 febbraio 1997 partecipa in Cile al Festival di Viña del Mar, in qualità di ospite d'onore.

### Il primo tour mondiale
Il 1º marzo 1997 parte dalla Svizzera il suo primo tour mondiale, il World Wide Tour 1997 toccando diverse città italiane ed europee (Parigi, Lisbona, Rotterdam, Madrid, Bruxelles, Montecarlo), e raggiungendo anche l'America Latina. In estate partecipa al Festivalbar con il brano Seamisai ricevendo il Premio Internazionale come Ambasciatrice della canzone italiana nel mondo. Nello stesso anno Le cose che vivi conquista un I.F.P.I. Platinum Europe Award per aver venduto in Europa oltre 1 milione di copie. Inoltre, grazie al suo terzo disco raggiunge la cifra di ottanta dischi di platino. A dicembre si esibisce di nuovo davanti a Papa Giovanni Paolo II nel tradizionale Concerto di Natale in Vaticano.
Il 15 ottobre 1998 viene pubblicato in cinquanta Paesi il quarto album intitolato La mia risposta (Mi respuesta in lingua spagnola) contenente l'omonimo singolo, Un'emergenza d'amore e In assenza di te, oltre a Looking for an Angel, scritta per lei da Phil Collins. Il video del primo singolo, Un'emergenza d'amore, è girato in parte a Los Angeles e in parte in un deserto del Marocco. L'album, pur rimanendo fedele alla melodia italiana rappresenta il frutto di un'evoluzione musicale dell'artista, grazie ad alcuni brani dalle atmosfere soul. Il 25 luglio viene invitata da Barbra Streisand al suo party di nozze negli Stati Uniti per esibirsi in Seamisai con al pianoforte il produttore David Foster. Nello stesso anno duetta a distanza (i due cantanti non si sono mai incontrati dal vivo) con Ray Charles nel brano Surrender to Love inserito sia nell'album postumo Genius&Friends del 2005 di Ray Charles che in quelli del 2013 di Laura Pausini quali  20 - The Greatest Hits e 20 - Grandes Exitos. Tale singolo viene scelto come singolo internazionale il 5 settembre 2005 per promuovere l'uscita dell'album postumo.
Nel 1999 incide il brano One More Time per la colonna sonora dei film americano Le parole che non ti ho detto (Message in a Bottle) con Kevin Costner e Paul Newman. Dal 27 febbraio al 23 maggio è impegnata in nuovo tour mondiale, La mia risposta World Tour 1999. Il 1º giugno partecipa al Pavarotti & Friends a Modena esibendosi nel brano One More Time e duettando con Luciano Pavarotti in Tu che m'hai preso il cuor. Insieme a tutti gli altri cantanti interpreta We Are the World mentre nell'estate dello stesso anno è tra i partecipanti al Festivalbar con il brano La mia risposta. Il 3 dicembre esce Video collection 93-99, una VHS disponibile sia in lingua italiana che in lingua spagnola contenente tutti i videoclip realizzati fino al 1999.
Il 15 settembre 2000 viene pubblicato l'album Tra te e il mare (Entre tú y mil mares in spagnolo) con il brano omonimo scritto dal cantautore Biagio Antonacci. Gli altri singoli estratti in Italia sono Il mio sbaglio più grande, Fidati di me, Volevo dirti che ti amo e Viaggio con te. Il disco contiene anche: The Extra Mile, colonna sonora del film d'animazione giapponese Pokémon 2 - La Forza di Uno e usato anche per la soap opera americana Febbre d'amore; Viaggio con te, dedicata al padre e vincitrice del Premio Lunezia 2001; Per vivere, dedicato ai bambini da lei adottati in Brasile.

### Resta in ascoltoe il Grammy

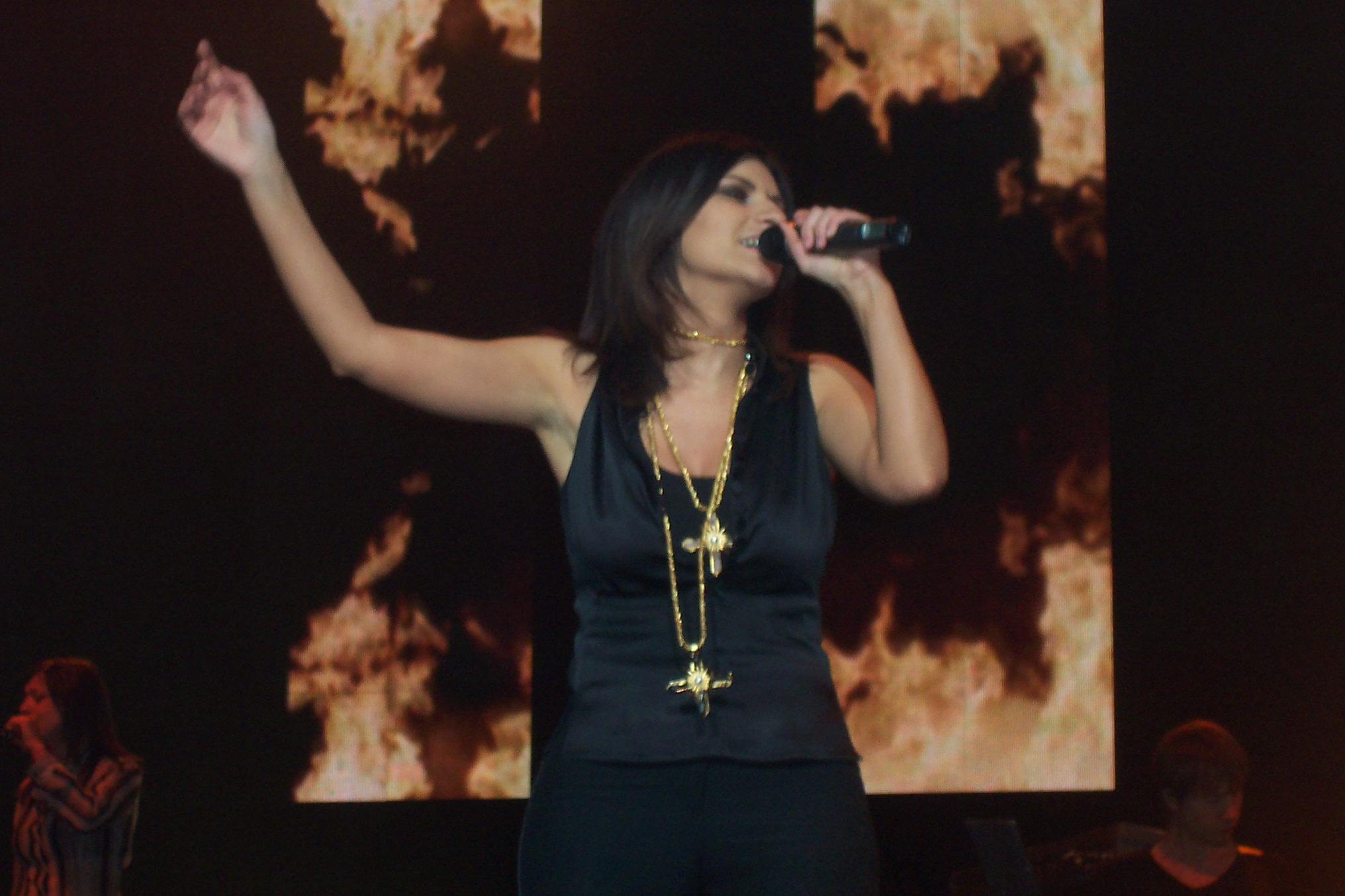
World Tour 2005, Bruxelles, 4 marzo

A marzo 2001 partecipa come superospite al Festival di Sanremo cantando La solitudine, In assenza di te, Tra te e il mare e Il mio sbaglio più grande. A giugno partecipa al Festivalbar con il brano Fidati di me mentre il 12 ottobre pubblica la sua prima raccolta, intitolata The Best of Laura Pausini - E ritorno da te (Lo mejor de Laura Pausini - Volveré junto a ti in spagnolo) contenente gli inediti E ritorno da te e Una storia che vale e il duetto con Gilberto Gil in Seamisai (Sei que me amavas). Il disco pubblicato in Brasile ha in aggiunta l'inedito Speranza, realizzato per la telenovela brasiliana Terra nostra 2 - La speranza (anche Seamisai fa parte della colonna sonora della telenovela). Sempre a ottobre partecipa, assieme ai più grandi artisti dell'America Latina, alla registrazione del brano Todo para ti di Michael Jackson, realizzata per devolvere i proventi ai sopravvissuti e alle famiglie delle vittime degli attentati dell'11 settembre 2001 al World Trade Center di New York. Viene trasmesso in rotazione radiofonica a dicembre 2002 e in vendita a ottobre 2003. A ottobre parte il nuovo tour mondiale intitolato World Tour 2001-2002, che parte da Miami e, dopo aver attraversato tutta l'America Latina, raggiunge molte città europee e italiane, terminando nel giugno 2002. Nella tappa milanese, tenutasi il 2 dicembre 2001 al Mediolanum Forum duetta con Biagio Antonacci in Tra te e il mare. Il concerto viene trasmesso su Canale 5 e in seguito su Retequattro. Nello stesso anno è autrice insieme a Cheope, Antonio Galbiati e Gisella Cozzo del brano Good morning happiness per i Neri per Caso contenuto nell'album Angelo blu.
Nel 2002 duetta con Nek nel brano Sei solo tu/Tan solo tu pubblicato nell'album Le cose da difendere, estratto come singolo a maggio e nello stesso anno riceve il premio I.F.P.I. Platinum Europe Award per le vendite superiore a 1 milione di copie dell'album The Best of Laura Pausini - E ritorno da te. Il 5 novembre la cantante pubblica From the Inside, il suo primo disco concepito per il mercato del Nord America contenente il primo singolo Surrender e i brani It's Not Good-bye e Every Day Is a Monday, versioni in lingua inglese dei singoli In assenza di te e Il mio sbaglio più grande. L'album non raggiunge il grande successo sperato, vendendo circa 100 000 copie negli Stati Uniti e 800 000 a livello mondiale. Tali risultati legati anche a una serie di disaccordi con la casa discografica statunitense hanno portato la cantante ad arrestare la promozione del disco, rinunciando alla prevista tournée e rifiutando la proposta di un secondo disco in lingua inglese. L'unico brano tradotto e utilizzato come singolo in America Latina nel 2004 è I Need Love che diventa De tu amor. Con Surrender e con If That's Love si posiziona in testa alla Dance/Club Play Songs, la classifica dei brani dance più importante d'oltreoceano. L'11 dicembre si esibisce in occasione della consegna dei Premi Nobel a Oslo nel brano Imagine insieme a Carlos Santana, Mari Boine, Michelle Branch, Josh Groban, Willie Nelson e Sissel. Nello stesso anno, prende parte al concerto di beneficenza tenutosi a Los Angeles per le famiglie dei pompieri scomparsi durante la strage dell'11 settembre a New York e interpreta, insieme ad artisti come Céline Dion, Mariah Carey, Gloria Estefan, Ricky Martin, Alejandro Sanz, Beyoncé e Shakira, il singolo Todo para ti, scritta da Michael Jackson. Il 30 dicembre viene pubblicato Live 2001-2002 World Tour, il DVD contenente la registrazione del concerto al Mediolanum Forum d'Assago del 2 dicembre 2001.

Il 31 gennaio 2003 l'album From the Inside viene pubblicato anche in Italia e in Europa. Il 27 maggio partecipa al Pavarotti & Friends a Modena, cantando Il mondo che vorrei e duettando nuovamente con Luciano Pavarotti in Tu che m'hai preso il cuor. Nello stesso anno la cantante è coinvolta in altri progetti discografici: duetta con Biagio Antonacci nel brano Entre tù y mil mares ed è coinvolta nella canzone Pagano dell'album Cicciput di Elio e le Storie Tese.

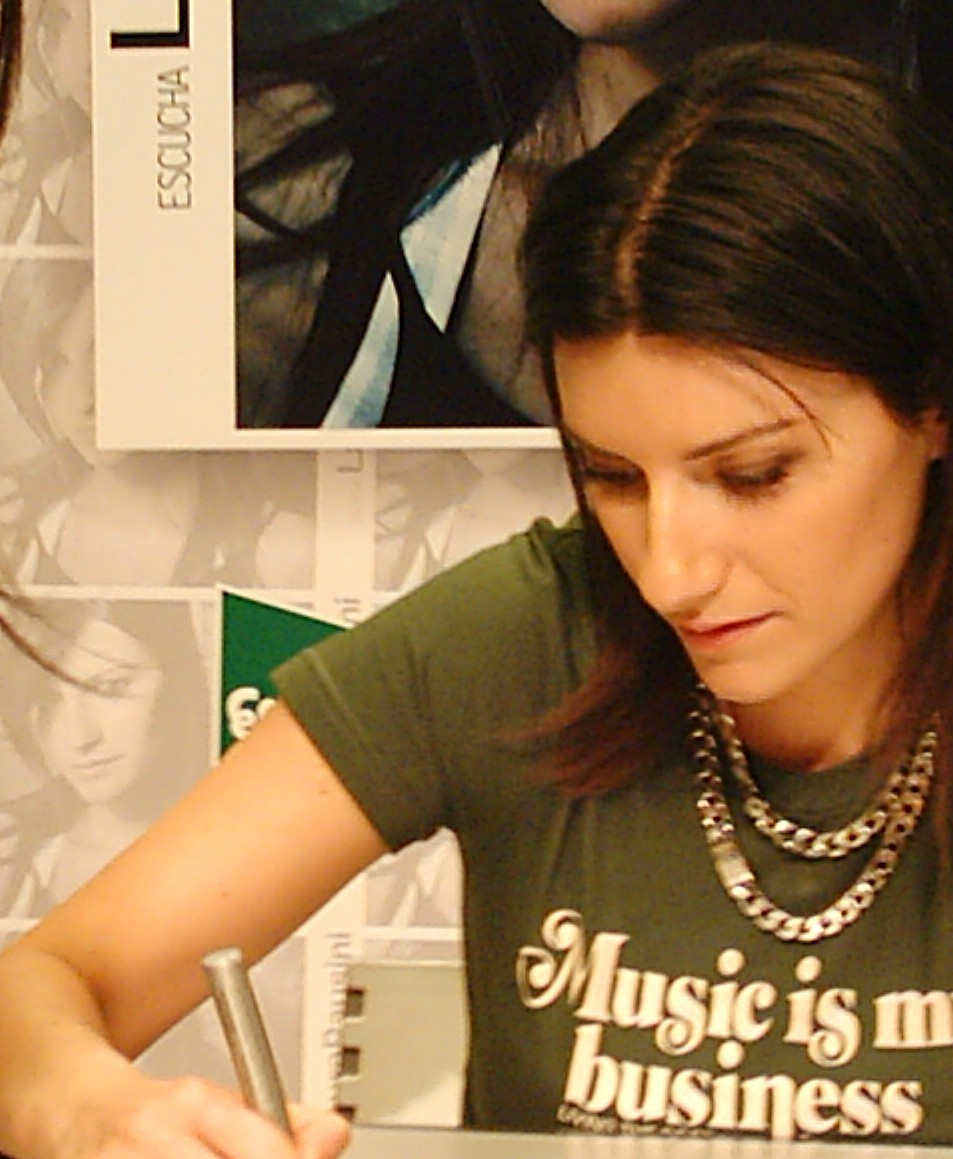
Presentazione dell'album Escucha

Il 22 ottobre 2004 pubblica l'album Resta in ascolto (Escucha in spagnolo). Tre dei brani contenuti nell'album portano la firma di nomi importanti: Madonna, che cede alla cantante il brano Like a Flower inizialmente composto per l'album del 1998 Ray of Light; Vasco Rossi e Gaetano Curreri degli Stadio, che insieme firmano Benedetta passione, e Biagio Antonacci, che per la cantante scrive Vivimi. Il singolo di lancio del disco è Resta in ascolto seguito da Vivimi, Come se non fosse stato mai amore e Benedetta passione. A partire dal 30 gennaio 2005 è impegnata nel tour mondiale World Tour 2005, nei principali palasport e arene di Italia, Europa, Stati Uniti, Brasile e Argentina. Il 2 luglio partecipa al Circo Massimo di Roma al Live 8, iniziativa musicale in favore dell'Africa. Nel mese di agosto è ospite del concerto di Michael Bublé al Wilten Theater di Los Angeles duettando sulle note di You'll Never Find Another Love like Mine. In estate partecipa al Festivalbar con Come se non fosse stato mai amore ricevendo il premio Miglior Tour dell'anno. Il 28 ottobre partecipa al concerto Amor a la musica a Miami, organizzato da Radio Amor 107.5 presso l'American Airlines Arena. Il 22 novembre viene pubblicato l'album del gruppo Sin Bandera Mañana, contenente il duetto con la cantante italiana intitolato Como Tù Y Como Yo. Il 25 novembre viene pubblicato l'album live Live in Paris 05, registrato dal vivo al teatro Le Zénith de Paris di Parigi pubblicato anche in versione doppia CD+DVD. Per promuovere l'album vengono pubblicati come singoli La prospettiva di me e Il tuo nome in maiuscolo. L'11 dicembre viene trasmesso su Italia 1 il concerto tenutosi al teatro Le Zénith di Parigi, da cui è tratto il DVD Live in Paris 05.
L'8 febbraio 2006 allo Staples Center di Los Angeles è la prima donna italiana a ricevere un Grammy Award nella categoria Miglior album Pop latino dell'anno con Escucha. Il 4 marzo, partecipa come super ospite all'ultima serata del Festival di Sanremo. Nell'occasione esegue un medley di alcuni suoi successi: La solitudine, Strani amori e Come se non fosse stato mai amore, presenta in anteprima il singolo She (Uguale a lei) e si esibisce in un duetto con Eros Ramazzotti in Nel blu dipinto di blu. Il singolo She (Uguale a lei) viene pubblicato in occasione della Festa della Donna: si tratta di una cover della canzone Tous les visages de l'amour di Charles Aznavour, già tradotta in lingua inglese con il titolo di She e resa famosa dalla performance dello stesso Aznavour e, anni dopo, da Elvis Costello come colonna sonora del film Notting Hill.

### Io cantoePrimavera in anticipo
Tra luglio e agosto 2006 parte il tour americano Juntos en concierto Tour 2006, che la vede protagonista insieme ai colleghi Marc Anthony del Porto Rico e Marco Antonio Solis del Messico. Il tour è composto da 20 date nelle più importanti città degli Stati Uniti. Durante il tour, i tre artisti duettano nel brano Amigo. Il 10 novembre la cantante romagnola pubblica l'album Io canto/Yo canto composto interamente da cover di canzoni italiane. Il disco viene anticipato il 13 ottobre dal brano omonimo. L'album esce in 47 Paesi e in Italia è l'album più venduto del 2006.  La versione francese presenta l'aggiunta della bonus track Je chante (Io canto), versione italo-francese di Io canto. Nell'album interpreta canzoni che le ricordano la propria gavetta nei pianobar, o brani che le rimembrano momenti particolari della vita o della carriera. Di questo disco fa parte anche la cover di Come il sole all'improvviso di Zucchero Fornaciari in duetto con Johnny Hallyday, usata come colonna sonora di Salvatore - Questa è la vita, primo film italiano targato Disney dell'esordiente Giampaolo Cugno e Spaccacuore di Samuele Bersani, la cui versione in lingua spagnola, Dispàrame dispare, viene utilizzata come colonna sonora della telenovela messicana Amar sin limites. L'album contiene anche i duetti con Tiziano Ferro in Non me lo so spiegare e con Juanes nel brano Il mio canto libero. La versione del disco disponibile su iTunes contiene anche le interpretazioni da solista dei tre duetti, e la cover del brano È non è di Niccolò Fabi.
Il 20 marzo 2007 esce in Spagna (l'11 maggio in Italia) l'album Papito di Miguel Bosé che contiene il duetto con Laura Pausini nel brano Te amaré, estratto come singolo a dicembre. Il 2 giugno è la prima artista donna a esibirsi allo Stadio Giuseppe Meazza di Milano: in precedenza erano stati previsti i concerti di Madonna nel 1987 e di Céline Dion, ma entrambi furono annullati. Il concerto fa registrare il tutto esaurito con 70 000 biglietti venduti. Il 5 luglio duetta con Andrea Bocelli nel brano inedito Dare to Live (vivere) al Teatro del Silenzio di Lajatico mentre il 14 luglio, festa della Repubblica Francese, partecipa, insieme ad altri cantanti, a un concerto tenutosi a Parigi allo Champe libre davanti a 600 000 spettatori. Il 21 luglio partecipa al Festival Teatro-Canzone Giorgio Gaber tenutosi a Viareggio interpretando la canzone Non insegnate ai bambini dell'indimenticabile artista scomparso nel 2003. Sempre a Luglio riceve ad Aulla il "Premio Lunezia nel Mondo", lo stesso speciale conferimento consegnato ad Andrea Bocelli e Charles Aznavour. Il 29 settembre prende parte a Lampedusa al Festival O' Scià, invitata da Claudio Baglioni, con il quale duetta in E tu... e Mille giorni di te e di me. Il 19 ottobre esce il nuovo album di Andrea Bocelli, Vivere - The Best of Andrea Bocelli che contiene il duetto Dare to Live (vivere) (Vive ya! (vivere) in spagnolo), in versione studio, estratto come singolo il 14 febbraio 2008. Il 21 novembre esce il primo libro della cantante, dal titolo Fai quello che sei. Io canto una sorta di diario nel quale la cantante si racconta tra ottobre 2006 e giugno 2007. Il 30 novembre pubblica in 47 paesi il CD-DVD live, San Siro 2007, registrato in occasione del concerto allo Stadio Giuseppe Meazza di San Siro il precedente 2 giugno. I singoli estratti sono Destinazione Paradiso e Y mi banda toca el rock.
Il 26 agosto 2008 esce il nuovo album del cantante portoricano Luis Fonsi intitolato Palabras del silencio che include un duetto dal titolo Todo vuelve a empezar. Il 13 settembre partecipa al concerto omaggio a Luciano Pavarotti al Parco di Saint-Cloud a Parigi cantando Il mondo che vorrei e, in duetto con Garou,  Nel blu dipinto di blu. Il concerto viene trasmesso il 21 settembre sul canale francese France 2. Il 12 ottobre partecipa a Salute Petra, un memorial e concerto di beneficenza per ricordare Luciano Pavarotti  in Giordania, a Petra. Canta il brano Il mondo che vorrei e in duetto con Jovanotti il brano Caruso. Il 18 ottobre partecipa alla manifestazione dei premi Cadena Dial a Madrid esibendosi in vari brani live e duettando con il cantante portoricano Luis Fonsi nel brano Todo vuelve a empezar. Il 14 novembre 2008 esce in tutto il mondo l'ottavo album di inediti, intitolato Primavera in anticipo (Primavera anticipada nella versione in lingua spagnola), presentato a Roma in piazza di Spagna. Il nuovo lavoro discografico è anticipato il 24 ottobre dal singolo Invece no, scritto da Laura Pausini, Paolo Carta e Niccolò Agliardi. L'album contiene altre 13 canzoni inedite, tra le quali i singoli Primavera in anticipo (It Is My Song), cantato in duetto con il cantante inglese James Blunt, Un fatto ovvio e Bellissimo così e il brano Prima che esci, scritto da Gianluca Grignani.La versione disponibile tramite iTunes contiene 2 Bonus track: Un giorno dove vivere e Agora não, versione in lingua portoghese di Invece no. Il 7 novembre 2008 viene pubblicato l'album di Tiziano Ferro Alla mia età che contiene il brano La paura non esiste, il cui titolo è stato suggerito da Laura Pausini nel 2005. L'8 dicembre viene pubblicato l'album Duos di Charles Aznavour contenente i brani Paris au mois d'aout e Parigi in agosto (in italo-francese) in duetto con Laura Pausini.

### Amiche per l'AbruzzoeLaura Live World Tour 09

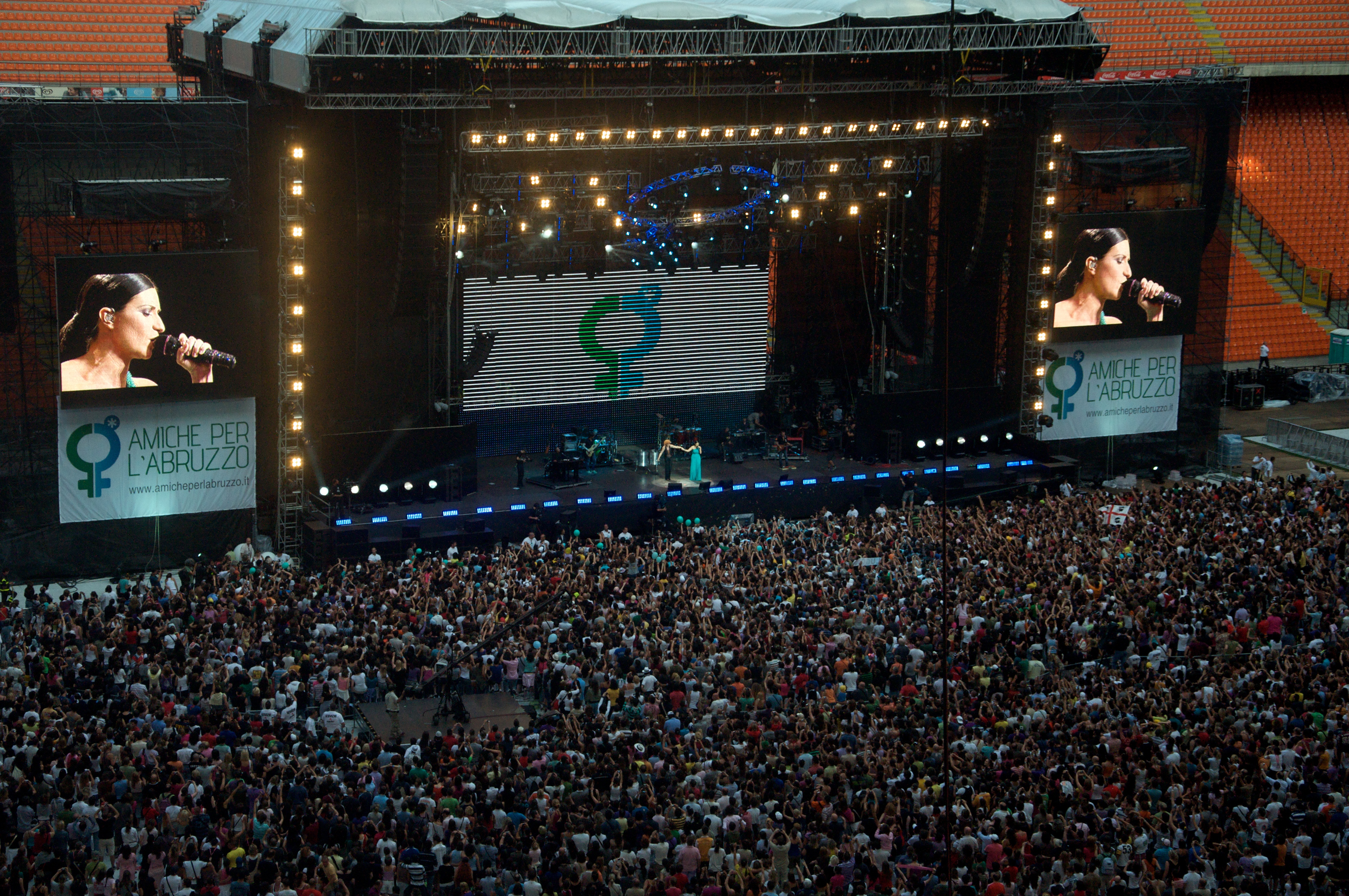
Concerto Amiche per l'Abruzzo

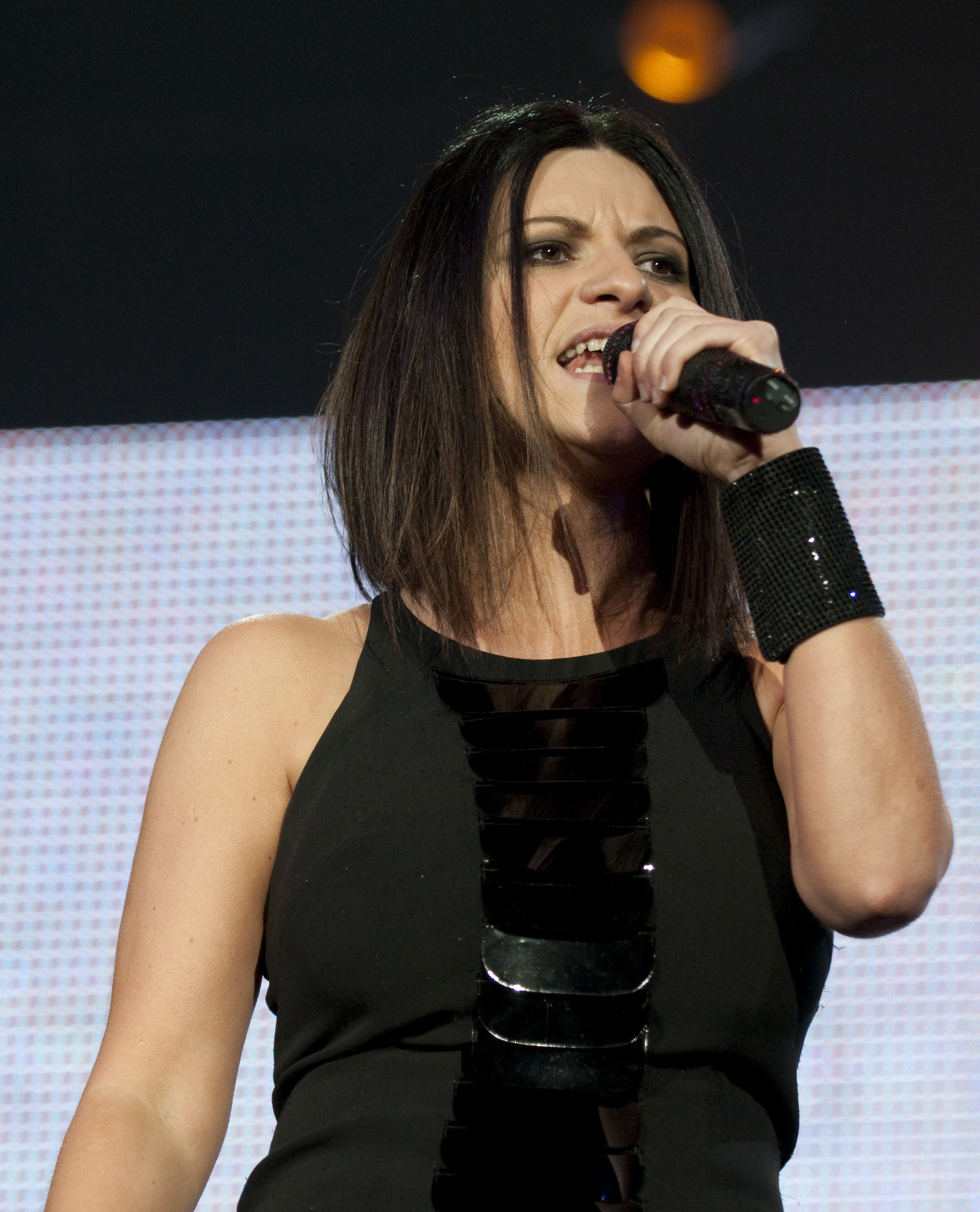
World Tour 2009, Barcellona, 30 aprile

Il 1º gennaio 2009 viene pubblicato l'album del pianista statunitense Arthur Hanlon Piano Sin Fronteras che include il brano Prendo te eseguito da Pausini e accompagnata al pianoforte da Hanlon. A febbraio insieme al compagno Paolo Carta è tra i produttori dell'album La forza mia del cantante Marco Carta il cui brano La forza mia vince il Festival di Sanremo. Per gran parte del 2009 è impegnata nel World Tour 2009 che parte il 28 febbraio 2009 da Brescia e termina solo a dicembre. Dopo diverse date in Italia, il tour raggiunge molte città europee (Madrid, Barcellona, Parigi, Zurigo, Ginevra, Helsinki, Turku, Stoccolma e Bruxelles), per poi toccare anche diversi Paesi del continente americano (Stati Uniti, Canada, Argentina, Cile, Messico, Brasile). La tournée si conclude con una seconda serie di concerti italiani, costituita da 12 date, raggiungendo nuove località. Il 21 aprile partecipa alla registrazione del brano Domani 21/04.2009, con la collaborazione di molti dei più famosi artisti della musica italiana; i proventi da esso derivanti vengono devoluti alla ricostruzione dei luoghi d'arte e cultura devastati dal Terremoto dell'Aquila del 2009. L'impegno a favore della popolazione abruzzese (con il brano Domani 21/04.2009) colpita dal terremoto del 6 aprile 2009 continua con il mega-concerto Amiche per l'Abruzzo, un evento musicale tenuto il 21 giugno 2009 allo Stadio Giuseppe Meazza di San Siro a Milano, del quale Pausini è ideatrice, organizzatrice e madrina insieme a Fiorella Mannoia, Gianna Nannini, Giorgia ed Elisa, con un'adesione all'iniziativa di 102 cantanti italiane, delle quali 43 effettivamente presenti sul palco. Dalla tournée del 2009 ricava un nuovo disco dal vivo, intitolato Laura Live World Tour 09 e pubblicato il 27 novembre 2009 contenente anche tre singoli inediti in studio Con la musica alla radio, Non sono lei e Casomai, registrato dal vivo durante il soundcheck del concerto di San Paolo in Brasile. La versione in lingua spagnola del disco, Laura Live Gira Mundial 09, pubblicata il 24 novembre, rappresenta il primo album dal vivo della cantante pubblicato per il mercato latino-americano e spagnolo. Lo stesso giorno, il 27 novembre esce il disco di Claudio Baglioni Q.P.G.A., contenente la canzone Con tutto l'amore che posso, che vede la partecipazione di Laura Pausini e del sassofonista Stefano Di Battista. L'8 dicembre conduce insieme a Tiziano Ferro il nuovo programma televisivo di Rai 2, intitolata Due, durante la quale i cantanti si esibiscono singolarmente e in duetto in cover e brani del loro repertorio. Eseguono insieme Questione di feeling, Non me lo so spiegare, Vivimi e Heal the World. Con l'album Laura Live World Tour 09, la cantante annuncia una pausa di circa due anni a partire da gennaio 2010 intervallata dalla sua partecipazione all'album Duetos (registrato nel 2009), in ricordo del cantante brasiliano Renato Russo morto nel 1996, e al progetto Voces Unidas Por Chile, nel brano Gracias a la vida, con altri artisti internazionali.
Il 22 giugno 2010 viene pubblicato il doppio DVD Amiche per l'Abruzzo contenente alcune delle esibizioni più significative di tutta la giornata e preceduto dal singolo Donna d'Onna, brano inedito scritto da Gianna Nannini e Isabella Santacroce e arrangiato da Will Malone.

### Il ritorno dopo la pausa e la maternità

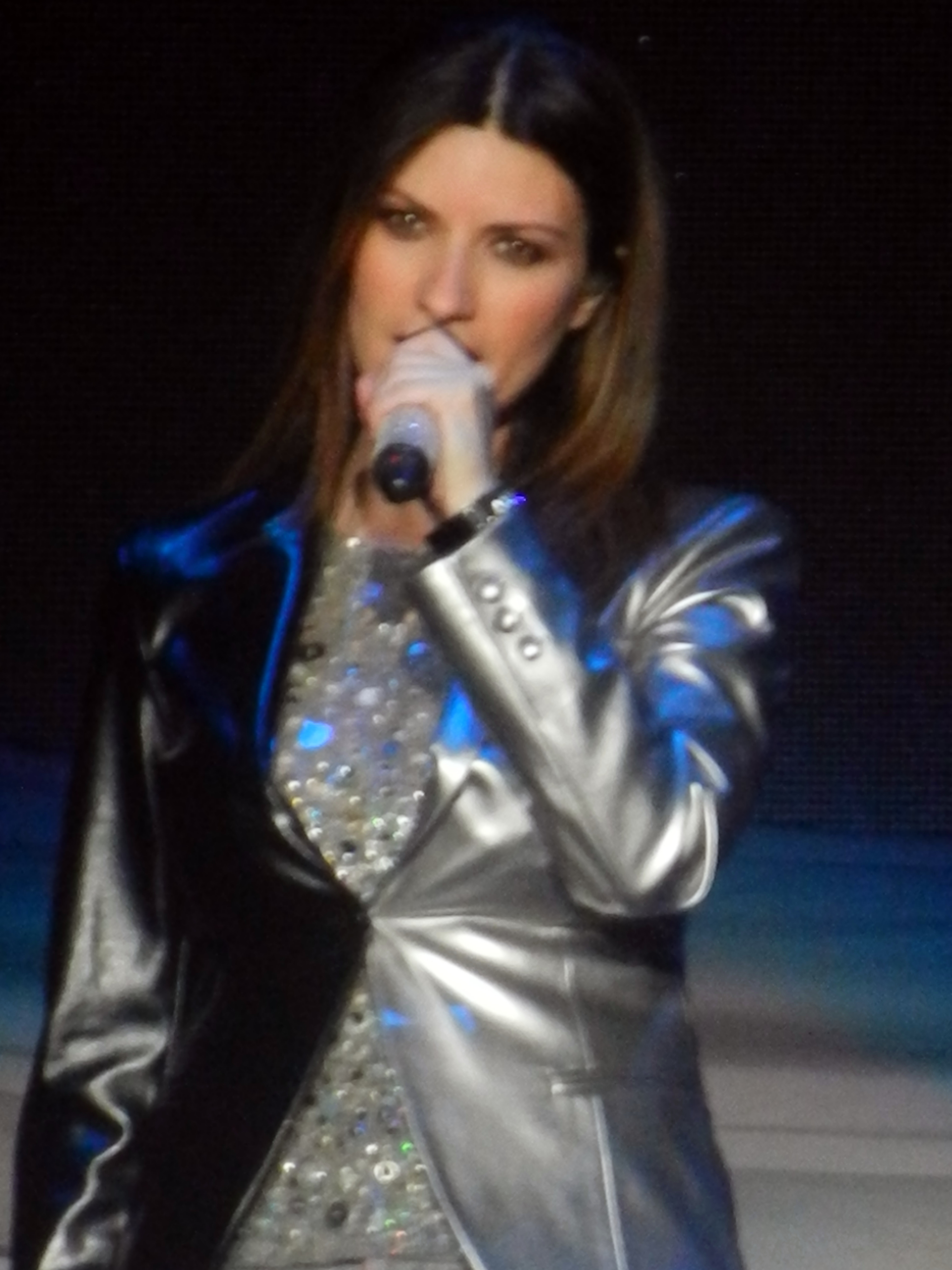
Laura Pausini a Parigi nel 2012

L'11 novembre 2011 viene pubblicato il nuovo album intitolato Inedito, l'undicesimo di inediti, anticipato il 12 settembre dal singolo Benvenuto. L'album contiene altre 13 canzoni inedite, tra le quali i singoli Non ho mai smesso, Bastava, Mi tengo, Le cose che non mi aspetto, Celeste e i brani Inedito cantato in duetto con Gianna Nannini, Troppo tempo con Ivano Fossati e Nel primo sguardo con la sorella Silvia. L'album viene presentato il 10 novembre in conferenza stampa a Milano, dopo un'esibizione in piazza del Duomo nel brano Non ho mai smesso. Il giorno successivo viene presentato nella prima puntata del programma Chiambretti Muzik Show condotto da Piero Chiambretti in prima serata su Italia 1. Il 15 novembre 2011 viene pubblicata l'edizione dell'album in lingua spagnola con il titolo Inédito e il 17 novembre l'edizione per il Brasile contenente No primeiro olhar, adattamento portoghese di Nel primo sguardo. Il 18 dicembre parte da Rimini la tournée Inedito World Tour 2011-2012. Arriva a febbraio 2012 in America Latina, toccando Brasile, Argentina, Cile, Perù, Venezuela, Repubblica Dominicana e Messico. A marzo e aprile torna in Italia. Ad aprile e maggio tocca le principali nazioni dell'Europa: Austria, Belgio, Francia, Germania, Regno Unito, Spagna, Svizzera, Paesi Bassi e Bologna.

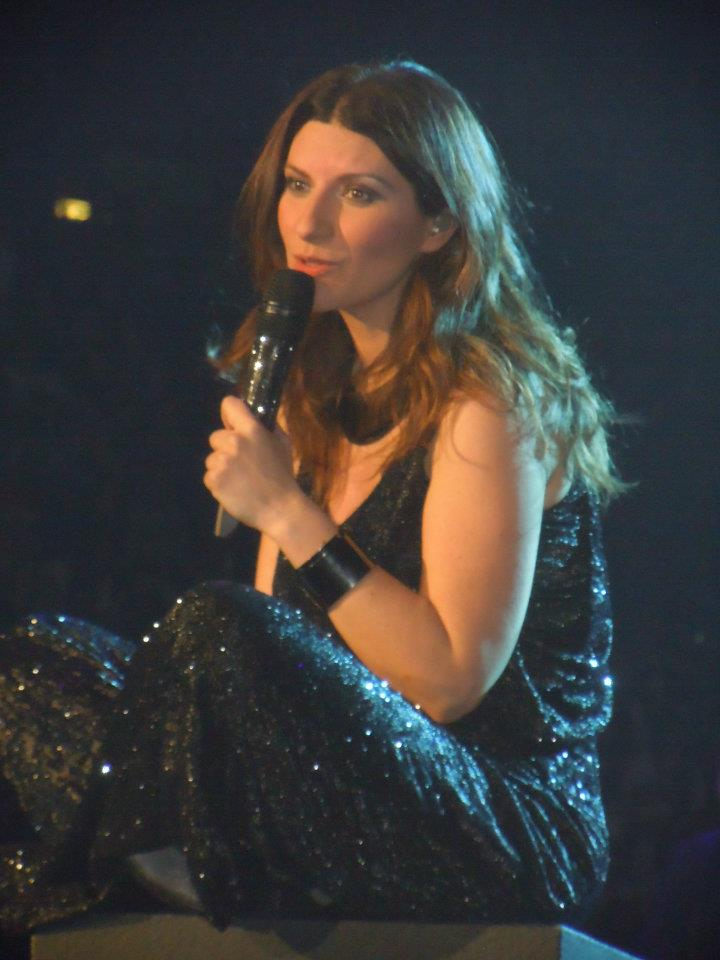
Laura Pausini durante l'Inedito World Tour 2011-2012

 Nel settembre 2012 annuncia di aspettare una bambina insieme al suo compagno Paolo Carta e interrompe così il suo tour. Il 13 novembre viene pubblicato l'album tributo a Giorgio Gaber Per Gaber... io ci sono contenente anche il brano Non insegnate ai bambini interpretato dalla cantante nel 2007 al Festival Teatro-Canzone a Viareggio. Il 27 novembre viene pubblicato l'album Inedito - Special Edition contenente il CD Inedito del 2011 con l'aggiunta del Medley Disco Music che la cantante ha interpretato a Roma durante il concerto del 31 dicembre 2011 dell'Inedito World Tour 2011-2012 e il DVD con registrazioni del tour. L'edizione speciale in lingua spagnola contiene la nuova versione del brano Las cosas que no me espero eseguito in duetto con il venezuelano Carlos Baute. Come promozione dello Special Edition per il mercato italiano viene estratto il singolo Celeste, per il mercato europeo e brasiliano Le cose che non mi aspetto, mentre per il mercato spagnolo e latino Las cosas que no me espero in duetto con Carlos Baute in America Latina e in Spagna. Il DVD in lingua italiana viene trasmesso in prima serata su Canale 5 il 20 dicembre ottenendo 2.727.000 telespettatori con il 10,59% di share.

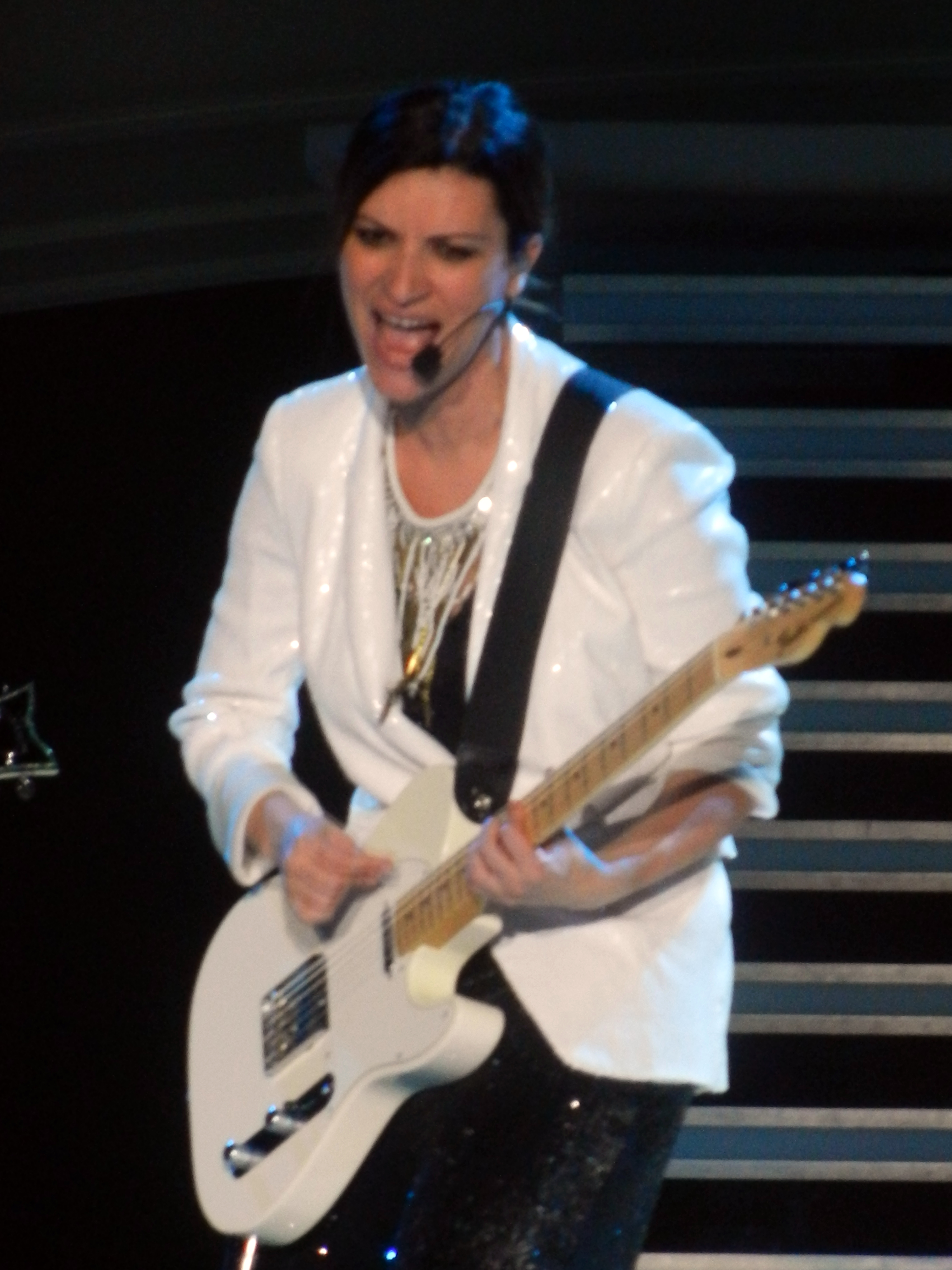
Laura Pausini in concerto a Bercy (Parigi) nel 2012, durante l'Inedito World Tour 2011-2012

Il 5 febbraio 2013 viene pubblicato negli Stati Uniti (il 25 febbraio in Italia) l'album di Josh Groban All That Echoes contenente il brano E ti prometterò in duetto con Laura Pausini. L'8 febbraio 2013 diventa madre di Paola. Il 27 febbraio ricorre il ventennale della carriera dell'artista, e per l'occasione, fino al 5 marzo, viene messo in vendita su iTunes Store il brano Medley 2013 che racchiude le tre versioni de La solitudine - La soledad - Loneliness. Il 7 maggio 2013 viene pubblicato in Spagna l'album del gruppo El Sueño de Morfeo Todos tenemos un sueño contenente la cover Lo mejor está por llegar eseguita da Laura Pausini in duetto con Deborah De Corrale e Ximena Xariñana. Il brano, registrato a settembre 2012 e pubblicato senza permesso della cantante, doveva uscire per una campagna radio e televisiva contro il cancro. Il 1º giugno 2013 è l'unica artista italiana a partecipare a The Sound Of Change Live, un concerto benefico al Twickenham Stadium di Londra insieme a Beyoncé, Ellie Goulding, Florence and the Machine, Haim, Iggy Azalea, Jennifer Lopez, John Legend, Madonna, Rita Ora e Timbaland. Si esibisce in Io canto e It's Not Good-Bye. Il concerto è organizzato dall'associazione Chime For Change. Il concerto viene trasmesso in Italia su Sky Uno. Il 10 settembre viene pubblicato il nuovo album di Gloria Estefan The Standards contenente una cover di Charlie Chaplin in duetto con Laura Pausini. La versione in lingua spagnola Sonríe (Smile) viene pubblicata sull'album per il mercato latino e quello europeo; la versione in lingua italiana Sorridi (Smile) sull'album per il mercato europeo.

### Il ventennale con20 - The Greatest Hits
Il 12 novembre 2013 viene pubblicato il nuovo album raccolta intitolato 20 - The Greatest Hits (20 - Grandes Exitos la versione in lingua spagnola) composto da 2 CD per festeggiare il ventennale della carriera dell'artista. L'album contiene brani inediti, brani famosi rivisitati e alcuni in duetto, brani rimasterizzati, brani live e collaborazioni mai incluse su lavori discografici della cantante romagnola. Tra i brani rivisitati troviamo La solitudine con la partecipazione di Ennio Morricone, Non c'è/Se fue con Marc Anthony, Le cose che vivi/Tudo o que eu vivo con Ivete Sangalo, Vivimi/Víveme con Alejandro Sanz e Io canto/Je chante (Io canto) con Lara Fabian. Le tre tracce inedite estratte come singoli sono Limpido (in lingua italo-inglese) in duetto con Kylie Minogue, Se non te e Dove resto solo io. Gli altri singoli sono Se fue (New Version 2013) con Marc Anthony e Víveme (New Version) con Alejandro Sanz. I 2 album vengono pubblicati anche nella versione Deluxe con l'aggiunta di un DVD contenente un video documentario sulla carriera dell'artista intitolato 20 - My Story. Nello stesso giorno viene pubblicato l'album di Lucho Gatica Historia de un amor contenente l'omonimo brano in duetto con Laura Pausini. Il 5 dicembre parte il The Greatest Hits World Tour 2013-2015, tournée in stile teatrale per 53 date che dura fino ad agosto 2015 toccando l'Italia, le principali città dell'Europa, l'America e per la prima volta l'Oceania.
Il 20 maggio 2014 viene trasmesso in prima serata su Rai 1 lo show televisivo Stasera Laura: ho creduto in un sogno che ha come filo conduttore il percorso ventennale dell'artista raccontato in prima persona. Lo show è tratto dal concerto del 18 maggio al Teatro antico di Taormina, tappa del The Greatest Hits World Tour 2013-2015. Salgono insieme sul palco alcune personalità tra cui Biagio Antonacci, Claudio Baglioni, Pippo Baudo, Paola Cortellesi, Emma, Fiorella Mannoia, Marco Mengoni e Raf. Lo show ottiene 5.946.000 telespettatori con il 24,35% di share. Il 31 maggio è presente insieme a Eros Ramazzotti allo Stadio Giuseppe Meazza di San Siro a Milano come ospite del concerto di Biagio Antonacci, uno dei due concerti di Palco Antonacci. Il 1º giugno partecipa insieme ad altri artisti italiani a Radio Italia Live –Il concerto, un concerto per festeggiare Radio Italia in Piazza Duomo a Milano. Da luglio a dicembre si trasferisce con la famiglia in Messico per partecipare in qualità di coach internazionale (insieme a Ricky Martin, Julion Alvarez e Yuri) al talent show televisivo La Voz... México (format The Voice). Il 27 ottobre viene pubblicato l'album raccolta di Fiorella Mannoia per festeggiare i 60 anni con il titolo Fiorella che contiene il brano Quello che le donne non dicono in duetto con Laura Pausini. Sempre a ottobre registra una versione in lingua catalana del brano Dove resto solo io intitolata Jo sempre hi seré per l'album El disc de la Marató 2014: Les malalties del cor pubblicato il 30 novembre in Spagna dal galà di solidarietà Marató de TV3.
Da gennaio a giugno 2015 si trasferisce con la famiglia in Spagna per partecipare in qualità di coach internazionale al talent show televisivo La Voz (format The Voice). Il 10 febbraio viene pubblicato l'album di Juan Gabriel Los dúo contenente il brano Abrázame muy fuerte in duetto con Laura Pausini. A marzo il brano Invece no viene utilizzato come colonna sonora di una puntata della seconda stagione della serie televisiva di Rai 1 Braccialetti rossi.

### SimilieFatti sentire
Ad agosto 2015 è autrice insieme a Virginio del brano Come Yo sabria per Maverick Lopez, finalista de La Voz Espana 2015 (dove partecipa anche in qualità di coach internazionale). Da settembre a dicembre partecipa insieme a Ricky Martin e Alejandro Sanz in qualità di coach a Miami al talent show televisivo La banda. Il 6 novembre viene pubblicato il nuovo album di inediti composto da 15 tracce intitolato Simili(in lingua spagnola Similiares). Tornano come collaboratori Niccolò Agliardi per i testi e Daniel Vuletic per la musica. Tra le tracce troviamo Lato destro del cuore (singolo apripista dell'album), Tornerò (con calma si vedrà) e È a lei che devo l'amore scritte da Biagio Antonacci; Innamorata scritta da Jovanotti, Sono solo nuvole scritta da Giuliano Sangiorgi; 200 note scritta da Tony Maiello; Lo sapevi prima tu, scritta in collaborazione con L'Aura e dedicata al padre Fabrizio. L'album viene presentato il 21 novembre su Rai 1 in uno speciale intitolato La meraviglia di essere simili. Per ciascuna traccia è stato realizzato un videoclip dai registi Leandro Manuel Emede e Nicolò Cerioni.
Il 9 febbraio 2016 è superospite della prima serata del Festival di Sanremo mentre il 25 febbraio partecipa al concerto di Radio Deejay al PalaLottomatica di Roma, organizzato per festeggiare il 34º compleanno della radio, esibendosi in Simili. Dal 1º al 15 aprile 2016 conduce Laura & Paola con Paola Cortellesi, un varietà in tre puntate su Rai 1. A fine maggio, su Topolino 3157, vengono dedicate alla cantante la copertina e quattro brevi storie con i personaggi Disney scritte da Francesco Artibani e illustrate da Alessandro Perina. Da maggio ad ottobre 2016 è impegnata nella tournée Simili World Tour composta da 33 date e divisa in tre parti. La prima si svolge su stadi in Italia a giugno; la seconda su palazzetti in America da luglio a settembre e la terza su palazzetti in Europa ad ottobre. In estate, prima del Similares US & Latin America Tour 2016, si trasferisce nuovamente a Miami per le registrazioni della seconda stagione del talent show televisivo La banda. Il 6 settembre viene trasmesso in prima serata su Canale 5 il concerto del 4 giugno che la cantante ha tenuto a Milano allo stadio Stadio Giuseppe Meazza durante il Simili World Tour. Il 4 novembre viene pubblicato Laura Xmas (Laura Navidad nella versione spagnola), un disco contenente dodici classici della tradizione natalizia, arrangiate in chiave swing con l'accompagnamento della Patrick Williams Orchestra, distribuito in oltre 60 paesi e presentato alla stampa internazionale il 24 novembre 2016 a Disneyland Paris a Parigi. A dicembre la versione di Let It Snow! Let It Snow! Let It Snow! interpretata da Laura e pubblicata su Laura Xmas viene utilizzata come colonna sonora dello spot televisivo dei Baci Perugina. Ad aprile Laura Pausini partecipa al progetto Por ti Perú hoy insieme ad altri artisti internazionali (tra cui Alejandro Sanz, Gloria Estefan e Luis Fonsi) realizzando una cover speciale Hoy con lo scopo di raccogliere fondi destinati all'associazione UNICEF. Nello stesso mese partecipa inoltre al progetto Más es más per Save the Children insieme ad altri artisti internazionali realizzando una cover e un videoclip speciale di Y, ¿si fuera ella?. Il 24 giugno è presente all'Estadio Vicente Calderón di Madrid come ospite del concerto di Alejandro Sanz per festeggiare il ventesimo anniversario dall'uscita dell'album Más, con il quale duetta nel brano La fuerza del corazón. Da ottobre si trasferisce nuovamente in Messico per partecipare in qualità di coach internazionale al talent show La Voz... México.
Il 10 febbraio 2018 partecipa come superospite dell'ultima serata del Festival di Sanremo, eseguendo Non è detto, Avrai con Claudio Baglioni e Come se non fosse stato mai amore. Il 22 febbraio partecipa alla American Airlines Arena di Miami alla cerimonia del Premio Lo Nuestro aprendo l'evento interpretando il brano Oye mi canto di Gloria Estefan e in Nadie ha dicho. Il 16 marzo 2018 viene pubblicato il nuovo album di inediti composto da 14 tracce intitolato Fatti sentire, (Hazte sentir in versione spagnola). Il 9 marzo viene distribuito in download digitale Nadie ha dicho (remix), versione in stile latino di Nadie ha dicho, rivisitata da un duetto con il gruppo cubano Gente de Zona. Dal 13 aprile al 5 luglio partecipa in qualità di giudice al talent show televisivo Factor X, la terza edizione spagnola trasmessa su Telecinco. 
Il 26 giugno è ospite al Coliseo de la Ciudad Deportiva de L'Avana come ospite del concerto dei Gente de Zona dove duetta nel brano Nadie ha dicho (remix), davanti a oltre 250.000 persone. Da luglio a novembre 2018 rimane impegnata nella tournée Fatti sentire World Wide Tour composta da 52 date. Il tour parte dal Circo Massimo di Roma con una doppia data il 21 e 22 luglio.

### Il tour negli stadi con Biagio Antonacci
Il 3 dicembre 2018 viene annunciata Laura Biagio Stadi Tour 2019 una tournée estiva di Laura Pausini insieme a Biagio Antonacci su 11 stadi italiani, da giugno ad agosto 2019. In totale il tour totalizza oltre 311.000 presenze, salendo sul podio dei tour di maggior successo del 2019. Il 22 marzo 2019 viene pubblicato il nuovo singolo insieme a Biagio Antonacci intitolato In questa nostra casa nuova pubblicato in vinile 12" a 45 giri il 12 aprile 2019; il 31 maggio viene infine pubblicata la versione acustica in download digitale (presente sul vinile). L'8 novembre 2019 la Warner Music Spain pubblica in Spagna Laura Pausini: 25 Aniversario Box, un cofanetto per i 25 anni di carriera in lingua spagnola dell'artista e il primo disco omonimo che ancora oggi resta il disco internazionale più venduto nella storia musicale spagnola (1 300 000 copie).

### Il Golden Globe e la candidatura agli Oscar
Il 6 febbraio 2020 partecipa come ospite della terza serata del Festival di Sanremo per presentare Una. Nessuna. Centomila, un concerto benefico per raccogliere fondi da destinare ai centri e alle organizzazioni che sostengono e supportano le donne vittime di violenza previsto inizialmente il 19 settembre 2020 a Reggio Emilia e in seguito posticipato al 2022, in seguito alla pandemia da coronavirus. A settembre partecipa di nuovo in qualità di coach internazionale al talent show La Voz de España (format The Voice), trasmesso su Antena 3. Il 19 settembre partecipa all'evento in streaming su YouTube I Love Beirut organizzato da Mika per aiutare la popolazione del Libano devastata dall'esplosione del 4 agosto 2020, cantando Tra te e il mare all'interno del Colosseo a Roma. Il 23 ottobre viene pubblicato in tutte le piattaforme digitali e streaming l'EP Io sì (Seen) contenente il brano in cinque lingue (italiano, inglese, francese, spagnolo, e portoghese) come colonna sonora per il film La vita davanti a sé, con Sophia Loren, diretto da Edoardo Ponti e distribuito sulla piattaforma Netflix dal 13 novembre 2020. Nel 2021, grazie a questo brano, vince un Satellite Award, un Nastro d'argento e un Golden Globe nella categoria Miglior canzone originale; per quest'ultimo riconoscimento viene invitata da Amadeus a presentare la canzone dal vivo nella seconda serata del Festival di Sanremo il 3 marzo 2021. La canzone ottiene inoltre una candidatura ai Premi Oscar e al David di Donatello. Per queste due occasioni si esibisce sulla terrazza dell'Academy Museum of Motion Pictures di Los Angeles il 25 aprile e al Teatro dell'Opera di Roma l'11 maggio.

### Il docu-filmLaura Pausini - Piacere di conoscerti
Il 20 gennaio 2022 viene pubblicato il nuovo singolo Scatola, scritto insieme a Madame, che presenta per la prima volta dal vivo il 2 febbraio 2022 durante la seconda serata del 72° Festival di Sanremo. Il brano è la colonna sonora del film-documentario Laura Pausini - Piacere di conoscerti con la regia di Ivan Cotroneo e Monica Rametta, disponibile dal 7 aprile su Prime Video in 240 paesi. Il 10, 12 e 14 maggio 2022, insieme ad Alessandro Cattelan e Mika, conduce l'Eurovision Song Contest 2022 che si svolge al Palasport Olimpico di Torino. L'11 giugno 2022 partecipa al concerto benefico contro la violenza sulle donne Una. Nessuna. Centomila alla RCF Arena di Campovolo a Reggio Emilia, assieme a Elisa, Giorgia, Emma, Alessandra Amoroso, Fiorella Mannoia e Gianna Nannini. Da settembre 2022 è testimonial dello spot pubblicitario del televisore Sky Glass, in cui viene utilizzato il brano E.STA.A.TE come colonna sonora. Nello stesso mese (fino a dicembre) partecipa di nuovo in qualità di coach internazionale al talent show La Voz de España (format The Voice), trasmesso su Antena 3.

### 30 anni di carriera,Anime parallelee il World Tour 23-24
Tra il 26 e il 27 febbraio 2023 per festeggiare i 30 anni di carriera intraprende l'evento Laura30, 30 Years In 24 Hours esibendosi gratuitamente in tre città in 24 ore: alle ore 18 del 26 febbraio all'Apollo Theater di New York; alle ore 15 del 27 febbraio al The Music Station di Madrid e alle ore 23 al Teatro Carcano di Milano. In ogni tappa esegue dal vivo 10 singoli in ordine cronologico per raggiungere 30 brani a simboleggiare i 30 anni di carriera. In seguito all'Alluvione dell'Emilia-Romagna avvenuta a maggio, l'artista ha donato l'incasso dei tre concerti a Venezia (Laura Pausini World Tour 2023-2024) e ha partecipato al concerto benefico Italia Loves Romagna alla RCF Arena di Campovolo di Reggio Emilia il 24 giugno 2023 insieme ad altri artisti italiani. Il 27 ottobre 2023 viene pubblicato il nuovo album di inediti composto da 16 tracce intitolato Anime parallele (Almas paralelas la versione in lingua spagnola). Tra i singoli troviamo Un buon inizio, Il primo passo sulla luna; Durare (utilizzata come colonna sonora de I leoni di Sicilia, serie italiana su Disney+) e Zero. La versione pubblicata in Brasile contiene Durar (uma vida com você) in lingua portoghese in duetto con il cantautore brasiliano Tiago Iorc. Il 14 novembre 2023 è stata premiata con il riconoscimento di Persona del Año dalla Latin Recording Academy, un premio speciale assegnato annualmente ad un artista per i suoi successi nell’industria musicale latina, oltre che per i suoi sforzi umanitari. L'artista è stata la terza donna a ricevere questo riconoscimento: prima di lei solo Gloria Estefan e Shakira. 
Da giugno 2023 a dicembre 2024 rimarrà impegnata nella tournée World Tour 2023-2024, composta da 78 date e divisa in cinque parti. La prima parte (World Tour Première) si svolge con tre date in Piazza San Marco a Venezia il 30 giugno, 1° e 2 luglio e due date in Plaza de España a Siviglia il 21 e 22 luglio 2023. Il tour proseguirà nei palazzetti italiani (dicembre 2023-gennaio 2024), in Europa (febbraio) e in America (marzo-aprile) per poi riprendere a novembre 2024 e concludersi al PalaRescifina di Messina il 31 dicembre. Il World Tour 2023-2024 è il secondo tour più lungo della sua carriera, dopo il World Tour 2009 (87 date).
Il 26 aprile 2024 viene pubblicato il singolo Roma di Luis Fonsi (pubblicato nell'album El viaje), in duetto con Pausini, mentre il 13 settembre esce il singolo Zeri in più (Locura), estratto dell'album Locura del rapper Lazza, sempre in duetto con Laura. Con quest'ultimo brano, torna prima in classifica nella Top50 di Spotify Italia, e successivamente anche nelle classifiche ufficiali della FIMI. Il 27 settembre 2024 viene pubblicata la riedizione digitale dell'album Anime parallele contenente due brani inediti, il singolo Ciao e Ti porterai lontano, scritta da Levante. Vengono inoltre incluse le tracce Nemica e All'amore nostro che erano disponibili solo nell'edizione deluxe fisica. Il 21 ottobre co-conduce la prima puntata della nuova stagione del GialappaShow, insieme al Mago Forest. Il 15 novembre 2024 viene pubblicato l'album del cantante portoricano Rauw Alejandro Cosa nuestra, contenente il singolo Se fue in duetto con Laura.
Il 20 febbraio 2025, a Miami, conduce il Premio Lo Nuestro insieme a Alejandra Espinoza e Thalía. È inoltre candidata in due categorie: Female Pop Artist of the Year e Pop/Ballad Song Of The Year per Roma con Luis Fonsi.
Insieme a Robbie Williams incide poi Desire che apre la Coppa del mondo per club FIFA 2025. Il brano verrà eseguito live nella finale del 13 luglio 2025 al MetLife Stadium di New York.

## Riconoscimenti
Nella sua carriera ha ottenuto tra i più importanti riconoscimenti internazionali. Ha vinto tutti i più importanti premi in ambito musicale: al suo attivo vi sono due partecipazioni al Festival di Sanremo (1993 e 1994) concluse con un podio e una vittoria ai quali si aggiungono diciotto Music Awards, quattro premi al Festivalbar, due Premi Lunezia e otto Telegatti. Nel 2006 è stata insignita del titolo di Commendatore della Repubblica Italiana e nel 2013 del titolo di Ambasciatrice dell'Emilia-Romagna nel mondo. In ambito internazionale invece ha vinto, tra i più importanti, sei World Music Awards, due Billboard Music Awards, cinque Ascap Music Awards, quattro premi al Festival di Viña del Mar, quattro Premio Lo Nuestro, un Grammy Award (2006), quattro Latin Grammy Awards (2005, 2007, 2009, 2018 e nel 2023 come Persona dell'anno), nel 2021 un Satellite Award, un Golden Globe e un Nastro d'argento. Nel 2013 e nel 2014 le è stata riconosciuta una “Stella delle celebrità”, rispettivamente sul Paseo de las estrellas di Tijuana (da cui ha anche ricevuto le chiavi della città come cittadino onorario) e sulla Walk of fame di Mosca. Nel 2016 è stata candidata ai Premi Emmy per la sua partecipazione al talent-show "La banda", mentre nel 2021 è stata candidata ai Critics' Choice Awards, ai Premi Oscar e ai David di Donatello per il brano Io sì (Seen), colonna sonora del film La vita davanti a sé.
Il tabloid britannico The Sun l'ha inserita tra le trenta cantanti che non saranno mai dimenticate. La rivista statunitense Billboard inserisce il suo album Similares tra i 50 migliori album latini del decennio duemiladieci. La community della musica live "Onstage" inserisce l'album The Best of Laura Pausini - E ritorno da te tra i 100 album italiani più importanti del ventennio 2000/2020. L’Istituto Tecnologico del Massachusetts la inserisce nel progetto "Pantheon" tra le 150 cantanti di maggior impatto della storia.

## Impegno sociale
Dal 1996 Laura Pausini è impegnata in difesa dell'infanzia, nella veste di sostenitrice dell'UNICEF. L'appoggio al Fondo delle Nazioni Unite per l'infanzia si realizza anche attraverso il brano Il mondo che vorrei. Nel 1999 partecipa al Pavarotti & Friends, realizzato a sostegno dei bambini del Guatemala e del Kosovo; vi partecipa nuovamente nel 2003. Nel 2001 sostiene i sopravvissuti e le famiglie delle vittime degli attentati dell'11 settembre 2001 ai World Trade Center di New York partecipando al brano Todo para ti, scritto da Michael Jackson e a un concerto di beneficenza a Los Angeles.
Nel 2003 dona i diritti della canzone Il mondo che vorrei alla Fondazione Francesca Rava - N.P.H.- Italia Onlus: il brano viene usato come colonna sonora dello spot della fondazione e il ricavato è stato devoluto alla costruzione di una casa accoglienza NPH per bambini orfani e abbandonati. Sempre nel 2003 collabora con Intervista di Miami per la campagna a favore dei bambini bisognosi dell'America Latina insieme a Gloria Estefan e Shakira; è testimonial in Francia di Femmes face au sida, campagna contro l'Aids organizzata dalla principessa Stéphanie di Monaco; viene chiamata a partecipare a un incontro-dibattito dell'Università Cattolica di Milano di Milano in qualità di rappresentante positivo della gioventù italiana; riceve una lettera di ringraziamento da Kofi Annan per aver contribuito alle cause benefiche riconosciute dalle Nazioni Unite.
Nel 2004 sostiene come testimone la raccolta fondi per la lotta contro l'Aids promossa dalla L.i.l.a.; aderisce alla campagna di Amnesty International contro la violenza sulle donne e si impegna a favore della campagna sociale per il test HPV delle donne europee. Nel 2005 aderisce al progetto di Amnesty International Control Arms, una campagna sul tema degli armamenti in particolare quelli cosiddetti leggeri e alla raccolta fondi organizzata da AMREF, un'organizzazione che propone di migliorare la salute in Africa attraverso il coinvolgimento delle comunità locali. Nel 2006 aderisce insieme ad altri artisti a Amnesty International tramite un progetto di solidarietà organizzato per la campagna Mai più violenza sulle donne. Da novembre 2008 è ambasciatrice di Hear the World, iniziativa ideata da Phonak che sensibilizza l'opinione pubblica mondiale sull'importanza dell'udito e sulla problematica connessa alle perdite uditive. Nel 2007 partecipa a un'asta organizzata dalla Lega italiana per la lotta contro l'AIDS (LILA).
Nel 2009 sostiene le popolazioni vittime del terremoto in Abruzzo partecipando al brano Domani 21/04.2009 e organizza il concerto Amiche per l'Abruzzo il 21 giugno, dal quale l'anno successivo viene ricavato il DVD. Insieme ad altri artisti partecipa a una mostra a Forte di Bard intitolata In my secret life, voci su tela dal mondo della musica e dello spettacolo, realizzando un quadro intitolato Rock Revolution. Il progetto ha finalità benefiche a favore dell'Associazione valdostana Paraplegici e della Onlus Costruire Insieme, per costruire villaggio di accoglienza per bambini in difficoltà nel Madagascar. Il 1º dicembre, Giornata mondiale contro l'AIDS, partecipa a un'asta organizzata dalla Lega italiana per la lotta contro l'AIDS (LILA).
Nel 2010 realizza un videomessaggio per Telethon Cile ed è la testimonial della campagna regionale Donare gli organi. Una scelta consapevole per la Giornata Nazionale della donazione e del trapianto. Aderisce inoltre insieme ad altri artisti a Rock Save Haiti, un progetto di solidarietà organizzato da Virgin Radio in favore delle popolazioni colpite dal terremoto di Haiti; partecipa al brano Gracias a la vida, al fine di raccogliere fondi per le vittime del terremoto avvenuto in Cile; aderisce a un'asta benefica organizzata dalla Fondazione Pangea Onlus, che opera in diversi paesi dell'Asia e dell'Africa per il riscatto economico delle donne.
Nel 2011 il brano Nel modo più sincero che c'è viene usato come colonna sonora dello spot in onda sulle reti Mediaset della Fondazione Milan Onlus dell'Associazione Calcio Milan attiva in Italia e all'estero per soddisfare i bisogni primari delle persone meno fortunate nei settori dell'assistenza sociale, dell'istruzione e dall'avviamento allo sport. Aderisce insieme ad altri artisti a tre aste benefiche: una organizzata dalla Fondazione Pangea Onlus, un'altra organizzata da Greenpeace e all'ultima organizzata da Cesvi.
Nel 2012 aderisce alla campagna Ricordiamoci dell'infanzia di Save the Children e alla petizione contro il femminicidio Mai più complici promossa da Se non ora, quando? e devolve l'incasso personale delle tre date dell'Inedito World Tour 2011-2012 all'Arena di Verona alle popolazioni colpite dal terremoto dell'Emilia e il 25 giugno partecipa al concerto benefico Concerto per l'Emilia. Aderisce infine al progetto Uganda Happy Children autografando due cartonati promozionali del CD Inedito, messi all'asta su Ebay, il cui ricavato viene devoluto alla missione in Uganda dei Servi di Maria del Santuario di Monte Berico di Vicenza per la costruzione di una casa famiglia per bambini diversamente abili.
A giugno 2013 è l'unica artista italiana a partecipare a The Sound Of Change Live, organizzato da Beyoncé insieme all'associazione Chime For Change, un concerto benefico al Twickenham Stadium di Londra, con lo scopo di raccogliere fondi a favore delle donne in tutto il mondo e per sostenerle nel processo di autodeterminazione. A luglio aderisce insieme ad altri artisti all'asta Love&muSIC della Fondazione Marco Simoncelli O.N.L.U.S. autografando una maglietta.
A luglio 2018 viene nominata Goodwill Ambassador del UN World Food Programme (WFP), l'agenzia delle Nazioni Unite che lavora in oltre 80 paesi fornendo assistenza alimentare alle persone colpite da conflitti e disastri naturali.
Nell'ottobre 2018 contribuisce alla progettazione di una bambola, i cui ricavati saranno donati alla fondazione spagnola Juega Terapia, che si occupa dei bambini con il cancro.
Nell'agosto 2019 aderisce alla campagna “” Dreamer Team” di Alejandro Sanz che appoggia i bambini americani in difficoltà.
In seguito all'Alluvione dell'Emilia-Romagna avvenuta a maggio 2023, l'artista ha donato il suo compenso dei tre concerti a Venezia alle popolazioni colpite.

## Vita privata
Laura Pausini lascia la sua città natale nel 1995, quando si trasferisce a Milano con il suo produttore-agente Alfredo Cerruti jr., con cui ha una relazione dal 1993 al 2001; tra il 2003 e il 2004 è stata legata sentimentalmente al suo nuovo agente, Gabriele Parisi; dal 22 marzo 2005 ha una relazione con il suo produttore artistico e chitarrista Paolo Carta, da cui nel febbraio 2013 ha avuto una figlia, Paola. I due si sono sposati a Solarolo il 22 marzo 2023. Ha tre figliastri: Jader, Jacopo e Joseph (conosciuto come Holden), figli di Paolo Carta e della sua prima moglie Rebecca Galli.
È un'accesa tifosa del Milan, squadra di cui si è innamorata nel 1990, dopo la conquista della Coppa dei Campioni 1989-1990, in un cammino segnato da grandi vittorie e gol storici.

## Discografia

### Album in studio
- 1993 – Laura Pausini
- 1994 – Laura
- 1996 – Le cose che vivi
- 1998 – La mia risposta
- 2000 – Tra te e il mare
- 2002 – From the Inside
- 2004 – Resta in ascolto
- 2006 – Io canto
- 2008 – Primavera in anticipo
- 2011 – Inedito
- 2015 – Simili
- 2016 – Laura Xmas
- 2018 – Fatti sentire
- 2023 – Anime parallele

### Album dal vivo
- 2005 – Live in Paris 05
- 2007 – San Siro 2007
- 2009 – Laura Live World Tour 09

### Raccolte
- 2001 – The Best of Laura Pausini - E ritorno da te
- 2013 – 20 - The Greatest Hits

## Tour
- La solitudine Tour 1993
- European Tour 1994
- World Wide Tour 1997
- La mia risposta World Tour 1999
- World Tour 2001-2002
- World Tour 2005
- Juntos en concierto Tour 2006
- World Tour 2009
- Inedito World Tour 2011-2012
- The Greatest Hits World Tour 2013-2015
- Simili World Tour 2016
- Fatti sentire World Wide Tour 2018
- Laura Biagio Stadi Tour 2019
- World Tour 2023-2024

## Filmografia
- Laura Pausini 20 - My Story (Sky Italia, 2013)
- Laura Pausini - Piacere di conoscerti (Prime Video, 2022)
- Laura 30 World Tour (Mediaset Infinity, 2024)

## Televisione

### Italia
- In Tour Con Laura Pausini (Rai 3, Rai Internazionale, 1997)
- Night Express (Italia 1, 1997-1999)
- Laura Pausini - Speciale Città del Messico (Italia 1, 2000)
- Laura Pausini  in concerto al Mediolanum Forum (Canale 5, 2001)
- Due (Rai 2, 2009)
- Chiambretti Muzik Show - Speciale Laura Pausini (Italia 1, 2011)
- Stasera Laura - Ho creduto in un sogno (Rai 1, 2014)
- La meraviglia di essere simili (Rai 1, 2015)
- Laura & Paola (Rai 1, 2016)
- Laura Xmas House Party (Canale 5, 2016)
- Eurovision Song Contest (Rai 1, Eurovisione, 2022)
- Laura 30 (Rai 1, 2023)
- GialappaShow (TV8, 2024)
- Laura 30 World Tour - Il docu-concerto (Mediaset Infinity, 2024)

### Spagna
- La voz España (Telecinco, 2015; Antena 3, 2020, 2022) Giudice
- Factor X (Telecinco, 2018) Giudice
- Laura 30 - Gira Mundial  (Telecinco, 2024)

### Messico
- La voz Mexico (Canal de las Estrellas, 2014, 2017) Giudice

### Stati Uniti
- La banda (Univision, 2015-2016) Giudice
- Premio Lo Nuestro (Univision, 2018, 2025) Conduttrice
- Latin Grammy Awards (Univision, 2022) Conduttrice

## Partecipazioni al Festival di Sanremo
- 1993  – 1º posto nella sezione Nuove Proposte con La solitudine
- 1994 – 3º posto con Strani amori
- 2001, 2006, 2016, 2018, 2021, 2022 come ospite